# مارلين يالوم
مارلين يالوم (بالإنجليزية: Marilyn Yalom)‏ كاتبة ومؤرخة نسوية، وهي باحثة بارزة في معهد كلايمان للبحوث حول الجنس في جامعة ستانفورد  وعملت كمديرة للمعهد من 1984 حتى 1985.
لمارلين أعمال وبحوث كثيرة منها أخوات الدم 1993، تاريخ الثدي 1997، تاريخ الزوجة 2001، ميلاد ملكة الشطرنج 2004، المقابر الأمريكية 2008 مع صور، وكيف ابتكر الفرنسيون الحب 2012. وقد ترجمت بحوثها لأكثر من 20 لغة.
تزوجت من البروفيسور إيرفين يالوم.

## أعمالها
- تاريخ الزوجة
- تاريخ الثدي
- شقيقات بالدم
- الثورة الفرنسية في تاريخ المرأة
- الأمومة، وفيات، وأدب الجنون
- ميلاد ملكة الشطرنج
- كيف ابتكر الفرنسيون الحب.

## جوائز
جائزة كتاب المكتبة الأمريكية في فرنسا سنة 2013 حول كتابها «كيف ابتكر الفرنسيون الحب.» 